# پوتاقا (انکاش)
پوتاقا (به اسپانیایی: Putaqa) یک کوه در پرو است که در Peru, Ancash Region واقع شده‌است. پوتاقا ۴٬۲۰۰ متر بالاتر از سطح دریا واقع شده‌است.